# Tachybaptus dominicus
Il tuffetto minore o svasso minore (Tachybaptus dominicus (Linnaeus, 1766)) è un uccello della famiglia Podicipedidae, diffuso nel Nuovo Mondo.

## Distribuzione e habitat
Questa specie ha un ampio areale che si estende dalla parte meridionale degli Stati Uniti d'America (Texas) sino all'Argentina settentrionale.
Popola una varietà di ambienti acquatici tra cui laghi, fiumi, stagni, paludi, fossati e mangrovie.

## Tassonomia
Il Congresso Ornitologico Internazionale (2018) riconosce le seguenti sottospecie:
- Tachybaptus dominicus brachypterus (Chapman, 1899) - diffusa in Texas, Messico e Panama
- Tachybaptus dominicus bangsi (van Rossem & Hachisuka, 1937) - endemica del Messico occidentale
- Tachybaptus dominicus dominicus (Linnaeus, 1766) - diffusa nelle Grandi Antille
- Tachybaptus dominicus brachyrhynchus (Chapman, 1899) - diffusa in Sud America
- Tachybaptus dominicus eisenmanni Storer & Getty, 1985 - endemica dell'Ecuador